# 普法爾茨地區
普法爾茨地區（德語：Pfalz，發音：[pfalts] ⓘ）是德國的一個地理區域。指當今萊茵蘭-普法爾茨的南部地區。德語的普法爾茨來自拉丁語帕拉提诺（palatium），和英語的Palatine詞源、意思一致，指一種特殊的領地類別，其領主稱為普法爾茨伯爵，意為「王權伯爵」。在普法爾茨領地內，普法爾茨伯爵擁有行使王權的能力。
但後來，普法爾茨有了更狹窄的新義定義專指歷史上萊茵-普法爾茨伯國的屬地，分為兩部分：
- 上普法爾茨，對應巴伐利亞州上普法尔茨行政区。
- 下普法爾茨，對應萊茵蘭-普法爾茨州的南部地區。

## 地理

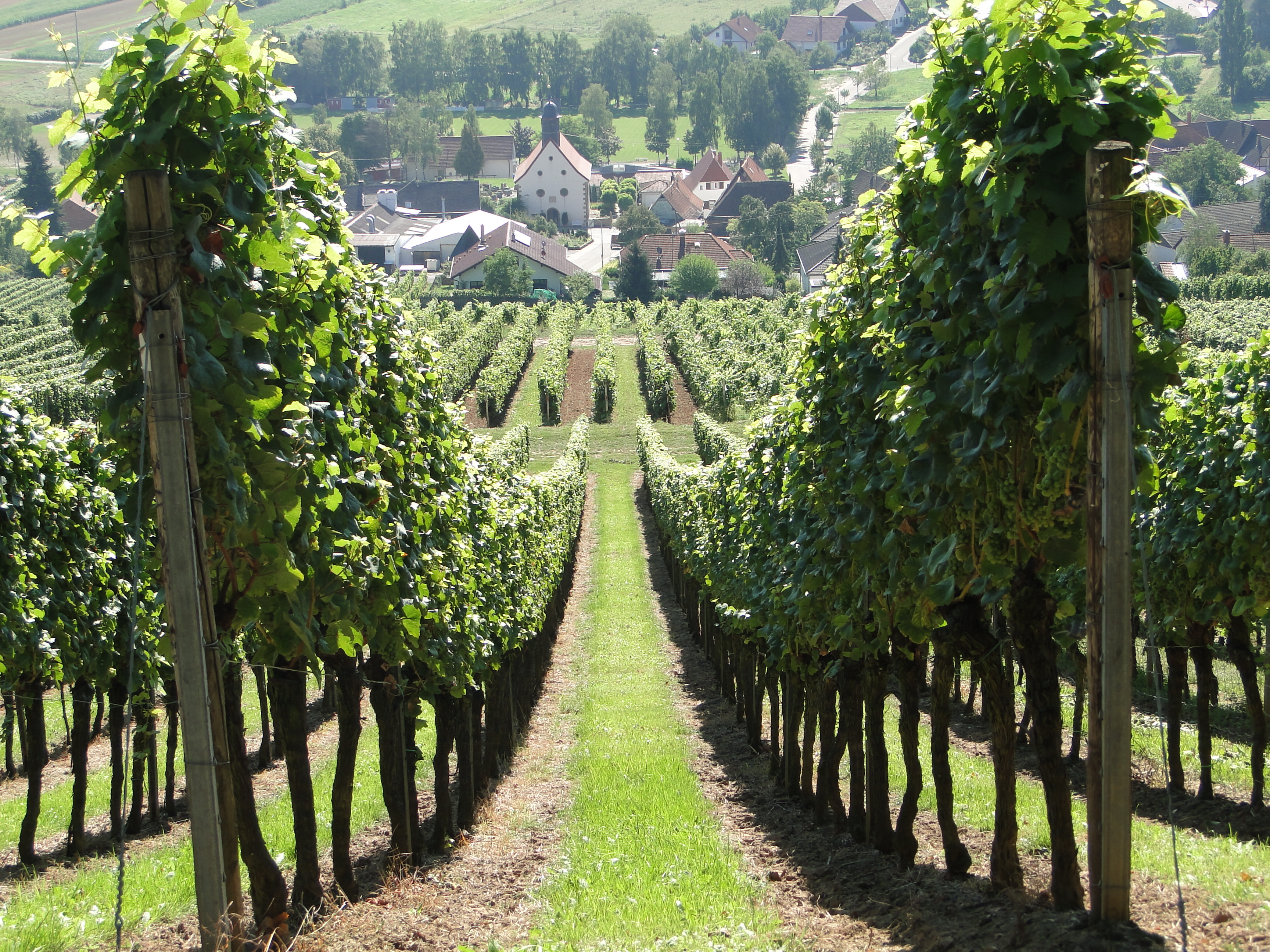
德國葡萄酒之路附近的葡萄園

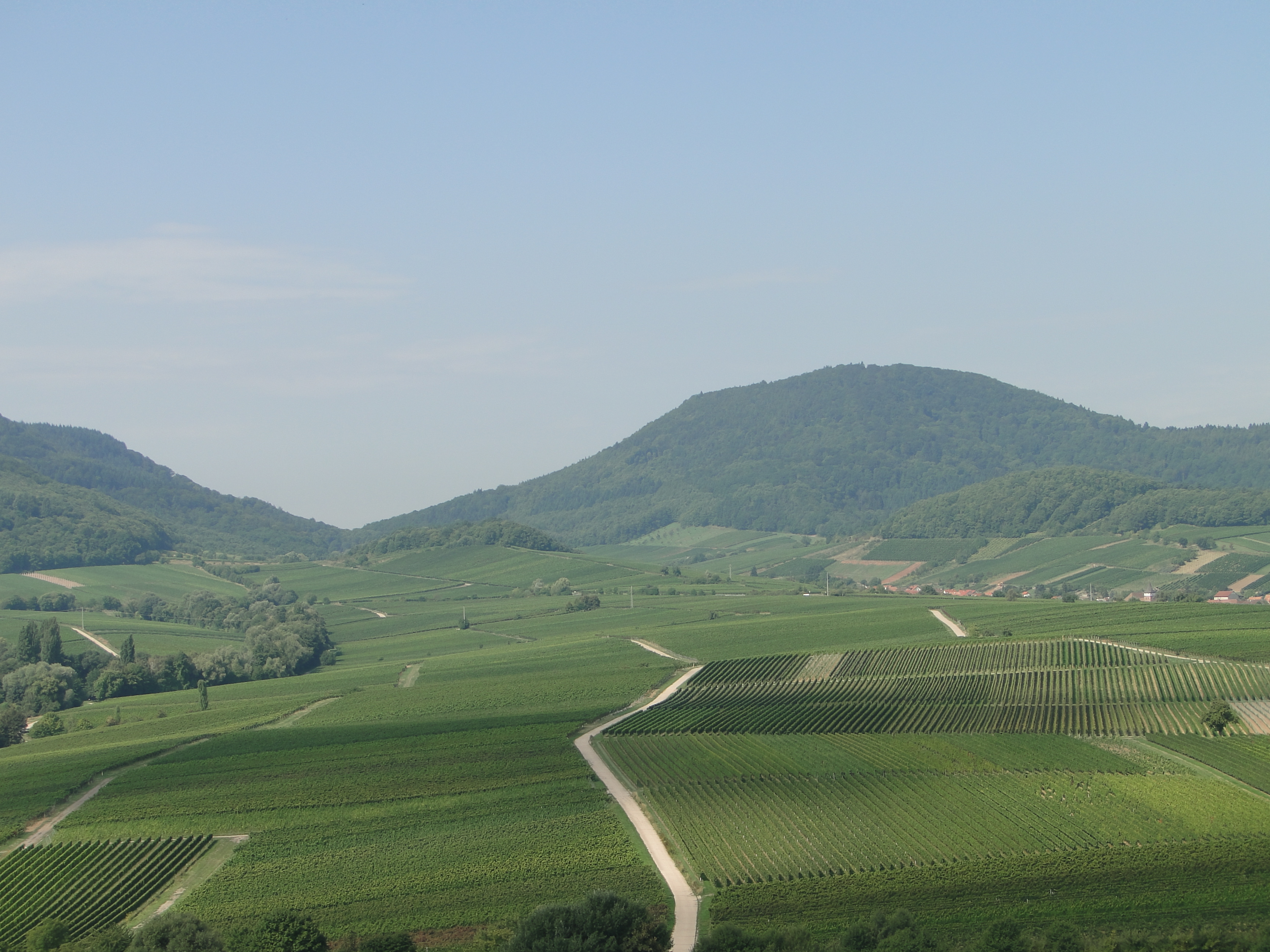
普法爾茨森林內典型的葡萄園景觀

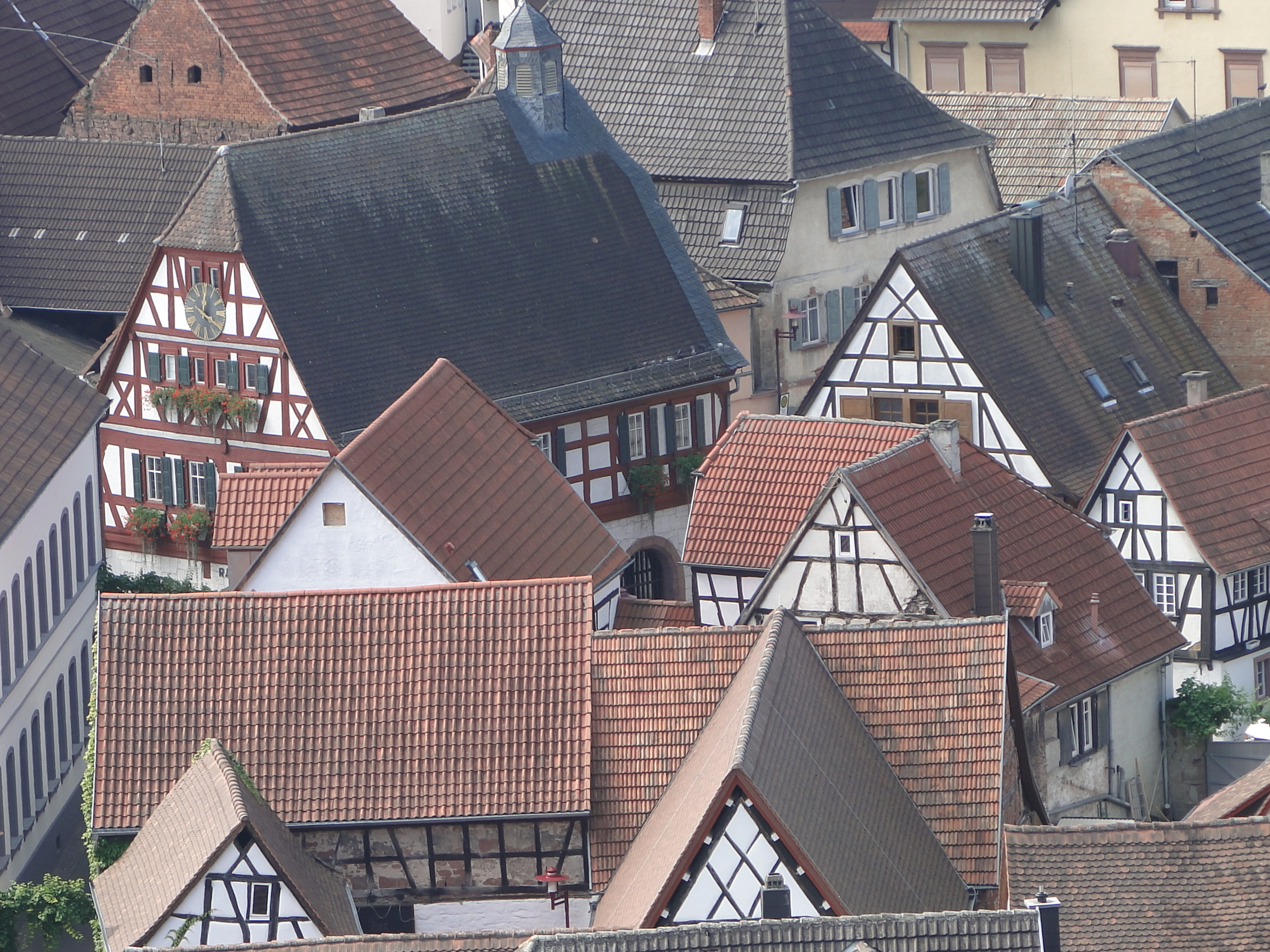
南普法爾茨村莊伊爾貝斯海姆的中世紀木筋房屋

普法爾茨地區西鄰薩爾蘭，歷史上也包括該州的薩爾普法爾茨縣。西北方的洪斯呂克山脈構成了與萊茵地區的邊界。東部邊界沿著上萊茵河與黑森州和巴登地區接壤；而左岸的美因茨與沃尔姆斯以及阿尔蔡周圍的塞尔茨河流域則屬於萊茵黑森地區。南部則以德國與法國邊界與阿爾薩斯地區相隔。
該地約三分之一被普法爾茨森林（Pfälzerwald）覆蓋，其中包含深受健行者喜愛的普法爾茨森林自然公園。該森林面積約為1,771 km2（684 sq mi），是德國最大的一片連續森林，也是法德合作的普法爾茨森林-北孚日生物圈保護區的一部分。
普法爾茨的西部和北部地區多山且森林密布。最高峰為位於北普法爾茨高地、鄰近基希海姆博蘭登的唐納山，海拔687米（2,254英尺）。主要城鎮（如路德維希港、施派尔、蘭道、弗兰肯塔尔與新城市）大多位於上萊茵平原的東部低地地區，靠近萊茵河。在這裡，德國葡萄酒之路（Deutsche Weinstraße）穿過普法爾茨葡萄酒產區。該區為德國最著名的葡萄酒產地之一，近二十年來，眾多才華橫溢的年輕釀酒師生產的優質紅白酒屢獲國際大獎，聲名鵲起。
主要河流包括上萊茵支流勞特河、奎希河、施派尔河，以及西部的施瓦茨巴赫河和格蘭河。
歷史上，選帝侯普法爾茨和其他若干領地曾屬於普法爾茨地區，但今日已劃歸其他德國聯邦州。

### 子區劃
普法爾茨地區劃分為四個非行政性的子區域，包含以下鄉村縣區以及獨立城市：
- 北普法爾茨（Nordpfalz），即人煙稀少的北普法爾茨高地，包括：
  - 唐纳山县（KIB），下轄艾森貝格、基希海姆博兰登與罗肯豪森
- 前普法爾茨（Vorderpfalz），位於上萊茵河與哈爾特山脈之間，包括：
  - 巴特迪克海姆县（DÜW）
  - 萊茵-普法爾茨縣（RP）
  - 以及城市弗兰肯塔尔（FT）、路德維希港（LU）、诺伊施塔特（NW）與施派爾（SP）
- 南普法爾茨（Südpfalz），包括：
  - 盖默斯海姆县（GER）
  - 南魏恩施特拉瑟县（SÜW）
  - 以及蘭道（LD）
- 西普法爾茨（Westpfalz），涵蓋北普法爾茨高地西部地區，包括：
  - 凯撒斯劳滕县（KL）
  - 库瑟尔县（KUS）
  - 西南普法爾茨縣（PS）
  - 以及城市凯撒斯劳滕（KL）、皮爾馬森斯（PS）和茨韋布呂肯（ZW）

### 氣候
如同德國西南部大部分地區，普法爾茨地區的氣候在海拔300米以下的地區屬於濕潤亞熱帶氣候，而高地則屬於海洋性氣候。年平均氣溫在山谷地區約為11至14攝氏度，高地則為8至10度。西風與西南風所帶來的濕潤氣流在中德山地區域造成降雨，隨後在向萊茵河谷下行過程中逐漸轉為乾燥，使得谷地氣候明顯比周圍的普法爾茨森林乾燥。